# الإسماعيلية (الرقة)
الاسماعيلية_فاطسة عبد الإسماعيل قرية سورية تتبع ناحية الكرامة في منطقة مركز الرقة في محافظة الرقة. 

## التركيبة السكانية
بلغ عدد سكانها 2410 نسمة في عام 2004 حسب إحصاء المكتب المركزي للإحصاء.